# سونی نکس-۷
سونی نکس-۷ (به انگلیسی: Sony NEX-7) یک دوربین عکاسی ساخت شرکت سونی است.